# Гвере

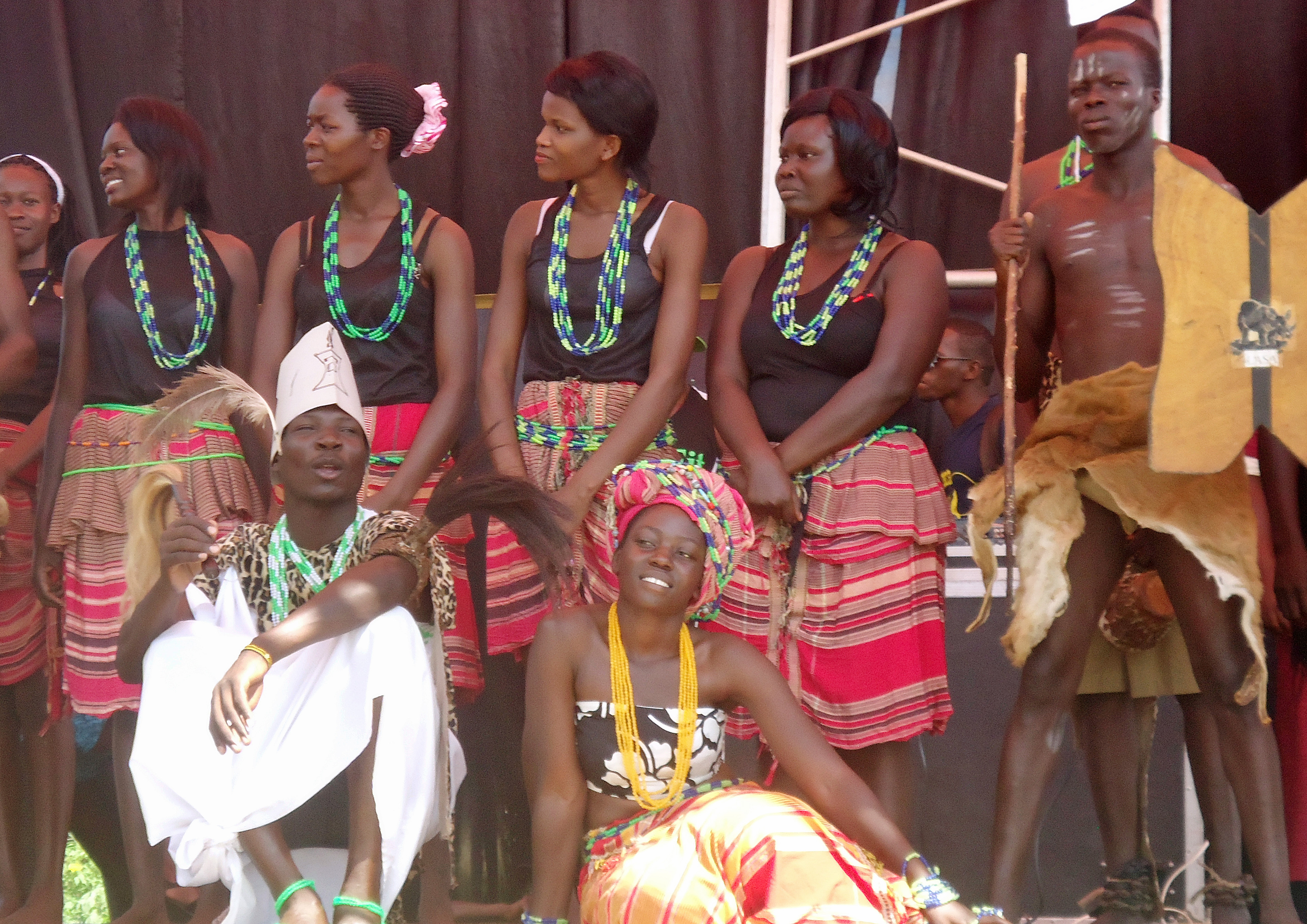

Гвере, багвере (самоназвание) — народ, проживающий на территории Уганды, в основном к востоку от озера Кьога. Принадлежит к народам языковой группы банту. Численность гвере, по данным на конец 90-х годов, составляла 500 тыс. человек. Родственными гвере народами являются народы сога и ньяла. Гвере придерживаются традиционных верований.

## Социальная организация
К тому моменту, когда на территорию, населяемую гвере, стали проникать европейские колонизаторы, гвере пребывали на догосударственной стадии развития общества — ранней стадии политогенеза. Главной формой социальной организации являлись родовые институты. Сейчас основой социальной организации по-прежнему остается большесемейная деревенская община. Брак патрилокальный, внутри клановые браки запрещены.

## Традиционные занятия
Гвере традиционно занимаются разведением крупного рогатого скота, коз и овец, ручным земледелием (выращивают в основном такие культуры, как кукуруза, сорго, маниок, бобовые, бананы и элевсина), а в случае близкого расположения естественных водоемов и рек, и рыболовством. Рыболовство и скотоводство — традиционно мужские занятия, а земледелие — женское. Широкое распространение получило выращивание таких сельскохозяйственных культур, которые пользуются спросом на рынке (сахарный тростник, кофе, чай, хлопчатник), что привело к усилению социальной дифференциации различных слоев населения. Гвере, не занятые в традиционных сферах деятельности, работают по найму в сфере промышленности.
Гвере занимаются изготовлением различных предметов быта, таких как циновки или корзины, из растительных материалов (камыш, волокна пальмы, луб), а также изготовлением сосудов, которые украшают сложным геометрическим орнаментом.

## Музыка
Традиционным музыкальным инструментом племени гвере считается шестиструнная арфа, игра на которой обычно служила аккомпанементом для традиционных танцев. Ритм этой музыки, как правило, простой, однако темп поражает своей быстротой. [Wachsmann, 1956].
Кроме того традиционная музыка гвере исполняется и на ксилофоне, причем при игре на ксилофоне исполнители используют ту же ритмическую схему, что и при игре на арфе. [Wachsmann, 1953].

## Быт

### Одежда
Из луба также изготавливалась традиционная одежда в виде повязок и покрывал, на смену которой сейчас приходит современная европейская одежда.

### Жилище
Жилище гвере представляет собой круглое сооружение с высокой конической крышей, опорами для которой служат три столба. Крыша спускается довольно низко к земле, и таким образом формируется навес. Амбары для предотвращения порчи зерна поднимаются над уровнем земли посредством подставок.

### Пища
Основу рациона составляют овощи, молочные продукты, лепешки из проса и бананы.